# Albéric du Bus de Gisignies
Albéric du Bus de Gisignies, né à Tournai le 30 mai 1810 et mort à Bruxelles le 26 juillet 1874, est un homme politique belge.

## Fonctions et mandats
- Membre du Sénat belge : 1859-1874

## Sources
- Fr. STOCKMANS, Bernard vicomte du Bus de Gisignies, in: Biographie nationale de Belgique, T. XXXIII, 1965-66, 140-142.
- Oscar COOMANS DE BRACHÈNE, État présent de la noblesse belge, Annuaire 1985, Brussel, 1985.
- Luc DUERLOO & Paul JANSSENS, Wapenboek van de Belgische Adel, Brussel, 1992.
- Marc VAN DEN CLOOT, De voorouders en nazaten van Leonard du Bus de Gisignies, in: B. DE PRINS (red.), Leonard du Bus de Gisignies, Oostmalle, 1999.
- Bart DE PRINS, Voor Keizer en Koning. Leonard du Bus de Gisignies 1780-1849, commissaris-generaal van Nederlands-Indië, Uitgeverij Balans, 2002.